# Эртен-Корт
Эртен-Корт (чечен. Эртинан Корта) — горная вершина в Веденском районе Чечни. Высота вершины над уровнем моря составляет 1162 метра.

## География
Ближайшие населённые пункты Хаджи-Юрт, Гуни и Беной. Гора считалась священным местом. Здесь имеются две вершины: Лакха Эртинан Корта и Лаха Эртинан Корта.

## Население
На территории данной местности проживают, в основном, члены чеченского этнического общества — тайпа Гуной.

## Этимология
Многочисленные полевые материалы представляют гору Эртина как возможное древнее культовое место. На юго-западной окраине села Ца-Ведено находится урочище Элгазан-бассо, в котором ранее был храм, являвшийся для жителей долины реки Хулхулау культовым центром, в том числе и для Эрсаной и Гуной. Эти тайпы проживали на восточных склонах горы Эртен-корта.
По одному из преданий, члены рода гуной, ещё не принявшие ислам, проповедником которого был Берса-Шейх, после трудового дня варили на ужин мясо кабана и отказались следовать призыву проповедника не есть еду из свинины. После того, как жены и сестры пристыдили мужей и братьев, что они неуважительно отнеслись к словам известного Берса-шейха, которого признала как шейха вся Чечня, старейшины решили вернуть его. Большинство его родственников в этот вечер приняли ислам, а ужин выбросили на склон горы, на котором нет растительности до сих пор, и причина этого явления пока не имеет научного объяснения.
Трансформированные понятия о святых и культах могли стать основой почитания горы Эртина. Среди мусульман существует поверье, что в этом месте раз в году происходит Совет святых. До своего ареста в 1864 году в этих местах, в поселении Хьажин-Эвла проживал святой мудрец Кунта-Хаджи Кишиев, один из самых популярных и любимых в народе проповедников тариканской секты «Къадирия». Здесь же сохранился склеп и могила матери Кунта Хаджи, к которой, как к центру поклонения, совершают паломничество мусульмане Чечни, Дагестана и Ингушетии. Ряд объектов в Чечне, в том числе и горные вершины, содержат основу Эртин, например: гора Ердыкорт (1453 м), которая находится в междуречье Инзер и Фортанга.